# Stier (segédcirkáló)
A Stier egy második világháborús, német segédcirkáló volt. A Stier név jelentése magyarul: bika.
Az egykori Cairo nevű teherhajót a Kriegsmarine 1939 novemberében állította saját szolgálatába. A Balti-tengeri, kereskedelmi hajók elleni hadviselést követően a hajót aknatelepítő hajóvá alakították át, és úgy tervezték, hogy bevetik azt az Oroszlánfóka hadműveletben is. Miután az Oroszlánfóka hadművelet végrehajtásának lehetőségét végleg elvetették, 1941 áprilisában a hajót Rotterdamban átalakították segédcirkálóvá és ekkor kapta meg a Stier nevet is. 1942. május 10-én a hajó portyázni indult az Atlanti-óceánra. 1942. szeptember 27-én a hajó elsüllyedt az SS Stephen Hopkins nevű amerikai teherhajóval történő összecsapás során. Az ütközetben az amerikai hajó is elsüllyedt. Bevetése alatt a Stier négy hajót süllyesztett el, melyek együttes vízkiszorítása 29 409 tonna volt.

## A Stier által elsüllyesztett hajók
| Dátum                | Hajó                | Nemzetiség | Vízkiszorítás | Sorsa                     |
| -------------------- | ------------------- | ---------- | ------------- | ------------------------- |
| 1942. június 4.      | SS Gemstone         | Brit       | 4986          | Elsüllyedt                |
| 1942. június 6.      | SS Stanvac Calcutta | Panamai    | 10 170        | Összecsapásban elsüllyedt |
| 1942. augusztus 9.   | SS Dalhousie        | Brit       | 7250          | Elsüllyedt                |
| 1942. szeptember 27. | SS Stephen Hopkins  | Amerikai   | 7181          | Összecsapásban elsüllyedt |